# Ceratonereis anoculata
Ceratonereis anoculata är en ringmaskart som först beskrevs av Amoureux 1982.  Ceratonereis anoculata ingår i släktet Ceratonereis och familjen Nereididae. Inga underarter finns listade i Catalogue of Life.